# Посольское (стоянка)
Посольское — многослойная стоянка эпохи неолита — энеолита и бронзового века, расположенная в Кабанском районе Республики Бурятии. Открыта в 1949 году Бурят-Монгольской археологической экспедицией под руководством А. П. Окладникова. Раскапывалась в 1959, 1964 годах Иркутской археологической экспедиции ИА АН СССР (руководитель — Е. А. Хамзина). При раскопках стоянки найдены погребения человека и собаки. Находки состояли из большого количества фрагментов керамики, рыболовных грузил из галек, орудий и отщепов из кремнистых пород и халцедона, наконечников стрел, призматической пластинки, обломков ножей, нуклеусов, скребков, стерженьков рыболовных крючков, фигурки рыбки-приманки из гальки, каменного песта. Находки хранятся в фондах Музея БНЦ СО РАН.
Памятник является объектом культурного наследия России федерального значения.

## Географическое положение
Стоянка расположена в четырёх километрах к югу от села Посольское в устье реки Большая речка на мысовидном участке пятиметровой надпойменной террасы озера Байкал.

## Стоянка
Открыта стоянка второй Бурят-Монгольской археологической экспедицией под руководством А. П. Окладникова в 1949 году. Подъёмный материал, собранный экспедицией, состоял из многообразных находок: галечные грузила, кремниевые ножи, керамика с орнаментом и рубящие орудия.
В 1959 году раскопки на стоянке проводились под руководством Е. А. Хамзиной в составе Иркутской археологической экспедиции ИА АН СССР (общий руководитель экспедиции — М. П. Грязнов). Эти исследования были закончены в 1964 году под её же руководством. В 1959, 1964 годах были заложены три раскопа.
Первый раскоп имел размеры 10×18 м. По его поверхности собрано большое количество керамики. Находки встречались во всей толще культурного слоя, до глубины в 1,2 м. Здесь также раскопана яма, в которой обнаружены большие скопления крупных осколков керамики. Найдено несколько очажных пятен, каменные грузила и другие изделия из камня.
Второй раскоп имел размеры 10×20 м. Основные работы на нём производились в 1964 году. Находки состояли из большого количества керамики, встречались целые и расколотые гальки, грузила из галек, орудия и отщепы из кремнистых пород и халцедона, наконечники стрел, призматические пластинки, обломки ножей, нуклеусы, скребки, стерженьки рыболовных крючков, фигурка рыбки-приманки из гальки, каменный пест. Найдены кости и чешуя рыб. Вскрыто два погребения человека, первое было сильно разрушено, второе сохранилось в лучшем состоянии. Раскопано погребение собаки, скелет которой был засыпан рыбьими костями.
Третий раскоп (9×16 м) был заложен между первым и вторым. При его раскопках было вскрыто три погребения более позднего времени, чем культурный слой стоянки. Среди находок преобладает керамика. Найдены две ямы в которых лежало скопление грузил сетей из галек — в первой яме 18, а во второй 21 штука. Кроме того найдены каменные стерженьки рыболовных крючков и кости рыб, наконечники стрел, скребки, нуклеусы, бронзовая бляшка и подвески в виде ложечек, последние обнаружены в погребениях.
В 1968 году, а также в 1988—1990 годах отряд Читинского государственного педагогического института под руководством М. В. Константинова на стоянке проводил дополнительные исследования для уточнения геоархеологической стратиграфии, геоморфологической позиции и хронологии стоянки. В 1998 году на памятнике работала экспедиция Иркутского государственного университета в составе Н. Е. Бердникова, О. И. Горюнова и Г. А. Воробьёва.
Л. Г. Ивашина, Е. А. Хамзина, Л. Г. Ярославцева, П. Б. Коновалов, Н. В. Цыденова, А. Г. Новиков и О. И. Горюнова относят стоянку к эпохе неолита — энеолита и бронзового века. По результатам раскопок 1959, 1964 годов она была первоначальна определена как двухслойная стоянка, где нижний слой датировался неолитом, а верхний эпохой бронзы. Позднее на памятники различные исследователи выделяли разное число культурных слоёв, в частности, Л. Г. Ивашина рассматривала стоянку как двухслойную, Е. А. Хамзина и Л. Г. Ярославцева выделяли три культурных слоя, а М. В. Константинов, Л. Д. Базарова и Л. В. Сёмина считали её многослойной. По мнению последних стоянка имела серию культурных горизонтов эпохи голоцена, которые не были разрушены на определённых участках.
Находки со стоянки, обнаруженные по результатам работ Е. А. Хамзиной, хранятся в фондах Музея БНЦ СО РАН, куда она их передала в конце 1980-х годов.

## Охранный статус
Памятник археологии охраняется государством в соответствии с Постановлением Совета Министров Бурятской АССР № 379 от 29 сентября 1971 года. В едином государственном реестре объектов культурного наследия (памятников истории и культуры) народов Российской Федерации приказом Министерства культуры Российской Федерации № 112207-р от 3 октября 2017 года стоянка зарегистрирована как объект культурного наследия федерального значения «Энеолитичекая стоянка», с присвоением ему регистрационного номера 031741055180006.

## Комментарии
1. ↑  Пластина — скол с длиной, в два и более раза превосходящей ширину, и параллельными краями[1].